# Alejandro Robaina

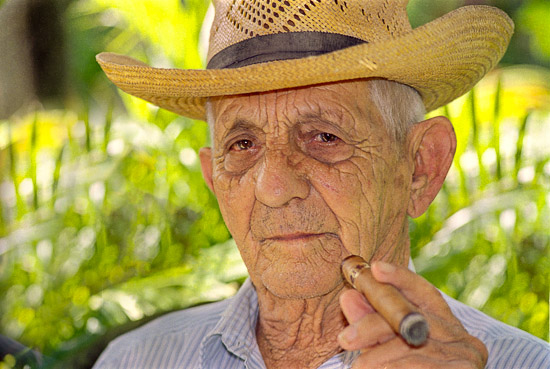
Alejandro Robaina, 2006

Don Alejandro Robaina Pereda (* 20. März 1919 in Alquízar; † 17. April 2010 in San Luis (Pinar del Río)) war ein kubanischer Tabakpflanzer.

## Leben
In der dritten Generation führte er die 1845 von seinem Vorfahren gegründete, 16 ha große Plantage in der kubanischen Provinz Pinar del Río fort. Das auch als Vuelta Abajo bekannte Tal gilt als eines der qualitativ besten Anbaugebiete für Tabak weltweit.
Nach der Revolution überzeugte er Fidel Castro, den Tabakanbau nicht zwangsweise zu verstaatlichen. Alejandro Robaina hierzu: „Bei einer Zusammenkunft mit dem Comandante Fidel habe ich dargelegt, dass wir die Tabakproduktion gerne selbst weiter betreiben wollten. Er hat das wohl eingesehen, denn unmittelbar danach hat er das Land hier unter uns aufgeteilt. Diese Initiative beruht auf meiner Überzeugung, dass die Tabakproduktion nur im Familienbetrieb gut funktioniert.“
Aus dieser Zusammenkunft entwickelte sich eine lebenslange persönliche Freundschaft mit Fidel Castro, die Alejandro Robaina einige Privilegien bescherte.
Der Anteil der schwierig zu erzeugenden Deckblätter an der Gesamternte ist außerordentlich hoch. Er beträgt ca. 80 %, während andere Plantagen im Durchschnitt nur ca. 35 % erreichen. Auf Grund seiner Verdienste wurde ihm zu Ehren 1997 die Marke Vegas Robaina eingeführt. Vermutlich wollte die kubanische Vertriebsorganisation „Habanos S.A.“ damit von dem schon damals in Fachkreisen hohen Bekanntheitsgrad Robainas und seinem exzellenten Ruf als Tabakfachmann profitieren. Robaina wurde mehrmals zitiert, dass seine Deckblätter nicht immer Bestandteil der Vegas Robaina sind.
Noch im hohen Alter entwickelte Alejandro Robaina neue Tabakmischungen und Zigarren. Für den Eigenbedarf wurden auf seinem Anwesen besondere Zigarren aus eigenen Tabaken hergestellt. Alejandro Robaina lebte in einer kleinen Finca im Zentrum seiner Plantagen und reiste als Botschafter für kubanische Zigarren um die Welt. Seit Anfang 2004 leitet Robainas Enkel Hiroshi den Tabakanbau.